# مقاطعة أبزيليلوفسكي
مقاطعة أبزيليلوفسكي ((بالروسية: Абзели́ловский райо́н)‏. (بالباشقيرية: Әбйәлил районы)‏) هي مقاطعة إدارية  وبلدية (رايون)، واحدة من أربعة وخمسين مقاطعة في جمهورية باشكورتوستان، روسيا. تقع في جنوب شرق الجمهورية. وتبلغ مساحة المقاطعة 4,288 كيلومتر مربع (1,656 ميل2). السيلو أسكاروفو هي المركز الإداري للمقاطعة. حسب تعداد عام 2010، كان مجموع سكان المقاطعة 45551 نسمة، حيث سكان أسكاروفو يمثلون 16.8 ٪ من هذا العدد.

## الجغرافية

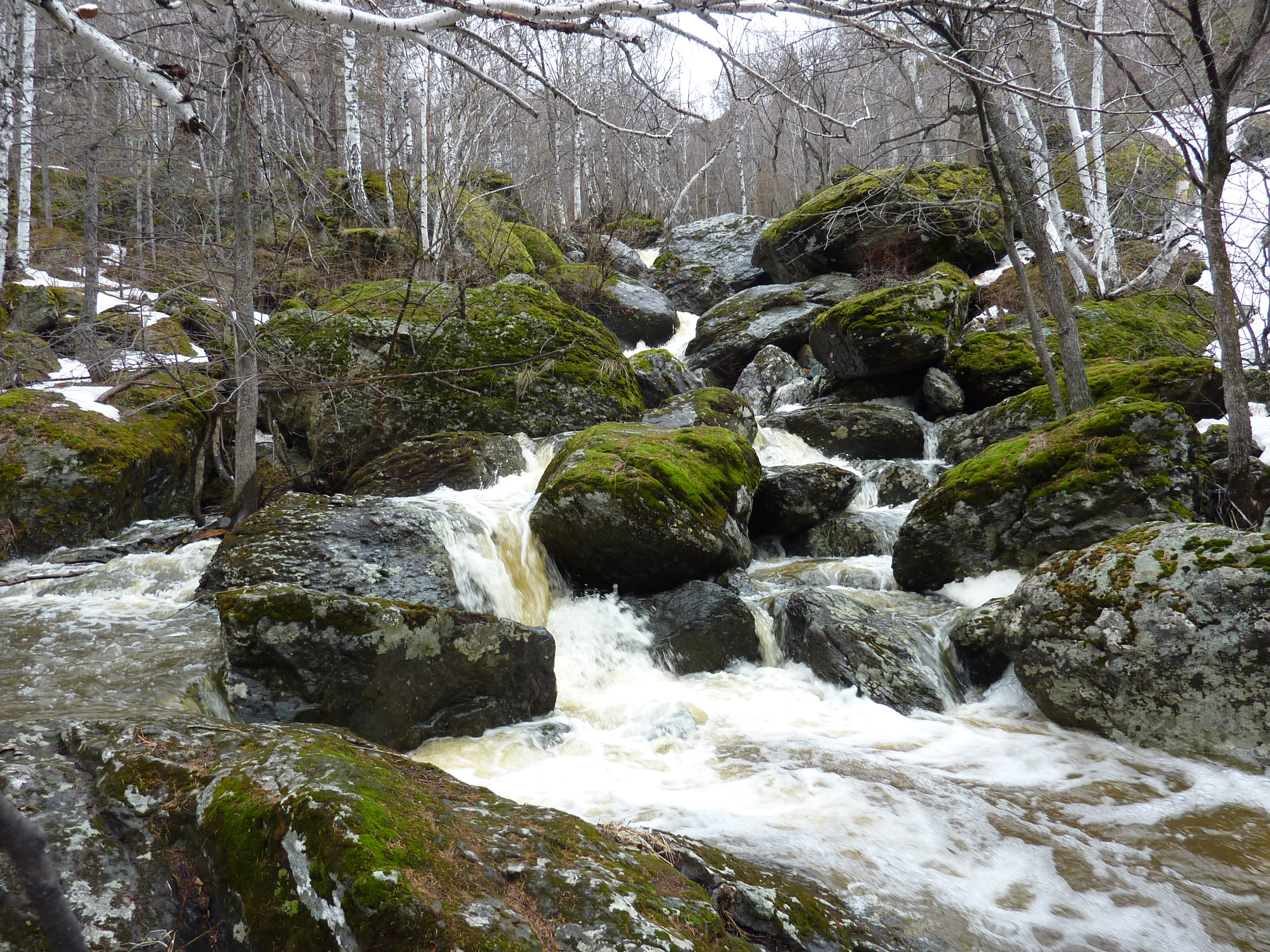
شلال موجاك في مقاطعة أبزيليلوفسكي

تغطي الغابات حوالي ربع مساحة المقاطعة، وهناك ثلاث وثلاثون بحيرة وكثير من الأنهار. المنطقة غنية بالمعادن، بما في ذلك النحاس والرخام وجاسبر والحجر الجيري.

## التاريخ
تأسست المقاطعة في عام 1930.

## الوضع الإداري والبلدي
في إطار التقسيمات الإدارية، تعد مقاطعة أبزيليلوفسكي واحدة من أربعة وخمسين مقاطعة في جمهورية باشكورتوستان. تنقسم المقاطعة إلى خمسة عشر سيلسوفيت، وتضم واحد وتسعين منطقة ريفية. باعتبارها تقسيمًا للبلدية، تم دمج المقاطعة في مقاطعة بلدية أبزيليلوفسكي. تم دمج السيلسوفيتات الخمس عشرة التابعة لها كخمس عشرة بلدة ريفية داخل مقاطعة البلدية. تعد قرية أسكاروفو بمثابة المركز الإداري لكل من المقاطعة الإدارية والبلدية.

## التركيبة السكانية
| 1962  | 2002   | 2008   | 2009   | 2010   | 2012   | 2013   | 2014   | 2015   | 2016   | 2017   |
| ----- | ------ | ------ | ------ | ------ | ------ | ------ | ------ | ------ | ------ | ------ |
| 36750 | ↗43262 | ↗44979 | ↗45296 | ↗45551 | ↘45484 | ↘45227 | ↘45042 | ↘44795 | ↗44888 | ↗44962 |

وفقًا لتعداد عموم روسيا لعام 2010 تتكون التركيبة السكانية من حيث التكوين العرقي من 88 ٪ من الباشكير، 8.4 ٪ من الروس، و 2 ٪ من التتار.